# Montagne Sainte-Victoire (målning)
Montagne Sainte-Victoire är en serie oljemålningar av den franske konstnären Paul Cézanne. Han målade ett 40-tal målningar av Montagne Sainte-Victoire från 1878 till sin död 1906. Berget är beläget i närheten av Aix-en-Provence i södra Frankrike, där konstnären föddes och levde större delen av sitt liv. 
Cézanne var konstnären som övergav impressionismen för postimpressionismen och banade väg för modernismen. Denna utveckling är skönjbar i den långa serie målningar av Montagne Sainte-Victoire. I april 1878, när Cézanne åkte på den nyligen öppnade järnvägen mellan Aix och Marseille, beskrev han Montagne Sainte-Victoire som ett “beau motif” (vackert motiv)” i ett brev till Émile Zola. Järnvägsbron över Arcs floddal kan ses i flera målningar, bland annat den från 1882–1885 som är utställd på Metropolitan Museum of Art.

## Ett urval Paul Cézanne-målningar av berget Sainte-Victoire
| Målning | Namn                                                           | År        | Storlek     | Plats                                | Land           |
| ------- | -------------------------------------------------------------- | --------- | ----------- | ------------------------------------ | -------------- |
|         | La Montagne Sainte-Victoire et le Viaduc de la vallée de l'Arc | 1882–1885 | 65,4 × 81,6 | Metropolitan Museum of Art, New York | USA            |
|         | Plaine devant la montagne Sainte-Victoire                      | 1882–1885 | 58 × 72     | Pusjkinmuseet, Moskva                | Ryssland       |
|         | La Montagne Sainte-Victoire au grand pin                       | 1886-1887 | 60 x 72     | Phillips Collection, Washington      | USA            |
|         | La Montagne Sainte-Victoire                                    | 1887      | 67 × 92     | Courtauld Institute of Art, London   | Storbritannien |
|         | La Montagne Sainte-Victoire                                    | 1890      | 65 × 95,2   | Musée d'Orsay, Paris                 | Frankrike      |
|         | Montagne Sainte-Victoire                                       | 1890–1895 | 55 × 65     | Scottish National Gallery, Edinburgh | Storbritannien |
|         | Mont Sainte-Victoire (La Montagne Sainte-Victoire)             | 1892–1895 | 73 × 92     | Barnes Foundation, Philadelphia      | USA            |
|         | La Montagne Sainte-Victoire vue depuis Gardanne                | 188       | 67 × 91     | National Gallery of Art, Washington  | USA            |
|         | La Montagne Sainte-Victoire vue de la carrière Bibemus         | 1897      | 65 × 81     | Baltimore Museum of Art              | USA            |
|         | Route devant la Montagne Sainte-Victoire                       | 1896–1898 | 78 × 99     | Eremitaget, Sankt Petersburg         | Ryssland       |
|         | La Montagne Sainte-Victoire                                    | 1897–1898 | 81 x 100,5  | Eremitaget, Sankt Petersburg         | Ryssland       |
|         | La Montagne Sainte-Victoire                                    | 1902–1906 | 57 x 97     | Metropolitan Museum of Art, New York | USA            |
|         | La Montagne Sainte-Victoire                                    | 1902–1906 | 65 x 81     | Philadelphia Museum of Art           | USA            |
|         | La Montagne Sainte-Victoire                                    | 1902–1906 | 63 × 83     | Kunsthaus Zürich                     | Schweiz        |
|         | La Montagne Sainte-Victoire vue des Lauves                     | 1904–1906 | 84 x 65     | Princeton University Art Museum      | USA            |
|         | La Montagne Sainte-Victoire                                    | 1904–1906 | 60 x 72     | Kunstmuseum Basel, Basel             | Schweiz        |